# Vous n'aurez pas l'Alsace et la Lorraine
Pour les articles homonymes, voir Alsace et Lorraine.
Pour plus de détails, voir Fiche technique et Distribution.
Vous n'aurez pas l'Alsace et la Lorraine est un film franco-belge réalisé par Coluche et Marc Monnet, sorti en 1977.

## Synopsis
Le roi de France Gros Pif Ier ne songe qu'à s'empiffrer, s'encanailler et s'amuser.   Pendant ce temps-là, le peuple est accablé d'impôts. Une coalition hétéroclite se crée entre la reine Madeleine, qui veut soulager le peuple, le bouffon et les ministres, qui veulent simplement prendre la place.
Après plusieurs tentatives infructueuses de déposition, le roi se trouve emprisonné dans les cachots du château. Les paysans excédés font appel à un mystérieux justicier prêt à prendre leur défense : le Chevalier Blanc. Ce dernier parvient à s'introduire au château et se retrouve à la chambre de Lucienne, la cousine du roi. Nos 2 justiciers parviennent à faire évader le roi et, après bien des péripéties, aboutissent en Flandre. Le roi Gros Pif monte avec son cousin le roi des Flandres un stratagème qui va lui permettre de reprendre le pouvoir : son cousin va envahir la France mais en acceptant de perdre cette guerre. Pendant ce temps, le chevalier blanc soulève les paysans afin que ces derniers remettent le roi sur le trône. C'est ainsi que la population, exploitée par un roi égoïste, aide ce dernier à retrouver sa place.

## Fiche technique
- Titre original : Vous n'aurez pas l'Alsace et la Lorraine
- Réalisation : Coluche et Marc Monnet
- Scénario : Coluche
- Assistants réalisateur : Romain Goupil, Thierry Chabert
- Décors : Max Douy
- Costumes : Jacqueline Moreau
- Photographie : Claude Agostini
- Montage : Armand Psenny et Kenout Peltier
- Musique : Jeff Jordan (pseudonyme de Vladimir Cosma) et Serge Gainsbourg pour les chansons
- Coordinateur des combats et des cascades : Claude Carliez et son équipe
- Production : Claude Hauser
- Société de production : Les Films du Triangle, World Productions
- Société de distribution : AMLF
- Lieu de tournage : Senlis, Saint-Macaire, château de Biron, château Ricaud à Loupiac, château de Vigny, Monpazier
- Pays de production :  France,  Belgique
- Format : couleur (Eastmancolor) - Mono - 35 mm - Ratio : 1,66:1
- Genre : comédie
- Durée : 92 minutes
- Date de sortie : 
  - France : 19 octobre 1977
- Affiche : René Ferracci (France)

## Distribution
- Coluche : Le Roi Gros Pif 1er
- Dominique Lavanant : la Reine Madeleine
- Gérard Lanvin : le Chevalier Blanc
- Olivier Constantin : le Chevalier Blanc (chant)
- Anémone : cousine Lucienne
- Martin Lamotte : le bouffon
- Michel Blanc : Antremont
- Philippe Bruneau : Duc d'Ambise
- Christian Spillemaecker : Christian de Boynet
- Philippe Manesse : Philippe de Boynet
- Roland Giraud : Duc d'Orléans
- Gérard Jugnot : Premier capitaine des mousquetaires
- Roger Riffard : Père L'Auriot
- Thierry Lhermitte : le héraut d'armes
- Jean-Jacques : le Roi de Flandre
- Marie-Anne Chazel : la Reine de Flandre
- Christian Clavier : le narrateur
- Luis Rego : le second capitaine des mousquetaires
- Fernand Guiot : le belge
- Bruno Moynot : le courtisan à l’envie pressante
- Georges Ass : le courtisan attablé

## À noter
- L'idée du film s'inspire du projet des amis de Coluche, Romain Bouteille et la troupe du Café de la Gare dont Patrick Dewaere[1]. Le 1er mars 1976, Patrick Dewaere confirme au micro de France Inter le prochain tournage d'une comédie sur l'époque de Robin des Bois, avec ses comparses du Café de la Gare, prévu pour le mois de mai 1976, sous l'égide de Romain Bouteille, et dont le titre est « Yeomen sans colère », sorte de satire de mai 1968, transposée au Moyen Âge. En dépit de leurs efforts, le film ne verra jamais le jour mais inspirera largement le film de Coluche[2].

- C'est l'unique film réalisé par Coluche : insatisfait par le résultat final et l'échec commercial du film, il décide de ne pas renouveler l'expérience.
- Au départ, le film devait être tourné par Guy Lux, sur un scénario de Coluche. Mais à l'époque, Guy Lux préférera tourner et réaliser son propre film, Drôles de zèbres, ou apparaîtra toutefois Coluche, et qui sera un échec commercial. Guy Lux voulait aussi tourner un film avec les Charlots, Les Charlots dans l'Espace, ou il voulait faire jouer Coluche avec les Charlots, mais avec son cuisant échec de son film Drôles de zèbres, ce film ne sera jamais réalisé.

- Gérard Lanvin trouve ici son premier rôle important, après avoir été figurant l'année précédente dans L'Aile ou la Cuisse. La chanson On m'appelle le chevalier blanc, interprétée à plusieurs reprises par Olivier Constantin en playback pendant le film, a été composée par Serge Gainsbourg. Par la suite, Gérard Lanvin témoignera de ses difficultés à trouver des rôles après celui-ci.

- Le casting du film réunit les membres de la troupe du Splendid, de celle de « La Veuve Pichard », une partie de celle du Café de la Gare (Sotha, Philippe Manesse, Gérard Lanvin, Martin Lamotte, etc.) ainsi que les membres de celle créée par Coluche, Le Vrai Chic parisien.

- On peut entendre pendant le film ce dialogue : — Gérard Lanvin : « Regardez ce petit village au fond de la vallée ! » — Coluche : « Egaré, presque ignoré... » celui-ci est directement emprunté aux paroles de la chanson Les Trois Cloches composée en 1939 et au répertoire d'Édith Piaf avec Les Compagnons de la chanson.

- Une réplique souvent citée est celle où Coluche déclame : « Nous Émile Boutroux, roi de France... ». Cela fait référence à la rue du nom de ce philosophe mort en 1921 dans laquelle a vécu Coluche à Montrouge[réf. souhaitée].

- Le film est grandement inspiré des comédies des Monty Python, dont le film Monty Python : Sacré Graal !.

## Titre
Le titre du film emprunte le premier vers de la chanson revanchiste Alsace et Lorraine (paroles de Gaston Villemer et musique de Ben Tayoux), écrite en 1871, au lendemain de la guerre franco-allemande, qui s'est conclue par l'annexion de l'Alsace-Lorraine au nouvel empire allemand.
Vous n'aurez pas l'Alsace et la Lorraine

Et, malgré vous, nous resterons Français

Vous avez pu germaniser la plaine

Mais notre cœur, vous ne l'aurez jamais